# Boano (celebeski jezik)
Boano jezik (bolano, djidja; ISO 639-3: bzl), austronezijski jezik celebeske skupine, kojim govori 2 700 ljudi (Himmelmann 2001) na južnoj obali otoka Sulawesi u selu Bolano.
Leksički je najbliži jeziku Totoli [txe] (83%), s kojim čini jezičnu podskupinu tolitoli. Ne smije se brkati s istoimenim centralnomolučkim jezikom boano ili buano [bzn] iz Moluka.

## Vanjske poveznice
- Ethnologue (14th)
- Ethnologue (15th)